# Saison 2021-2022 du MC Oran
Maillots
Dernière mise à jour : 22 août 2021.
Chronologie
Saison précédente Saison suivante
La saison 2021-2022 du Mouloudia Club Oranais est la 57e saison du club en première division algérienne. L'équipe est engagée en Ligue 1. La Coupe d'Algérie est annulée pour la deuxième année consécutive.
Mais cette saison est caractérisée par le retour du public depuis la deuxième journée du championnat après plus d'une saison sans public décidée par la FAF en raison de la Pandémie de Covid-19 en Algérie.
La saison est aussi caractérisée par un départ record et historique jamais enregistré par un club de football, le départ concerne dix-sept joueurs partis du club dont neuf libérés par la Chambre Nationale de Résolution des Litiges (CNRL) en raison de la mauvaise gestion de la direction du club,.

## Transferts

### Mercato d'été
Le mercato d'été du MC Oran pour cette saison est marqué par la libération du Chambre nationale de résolution des litiges (CNRL) de huit joueurs pour non payement du club à ces derniers et qui sont Benhamou, Berrezoug, Boutiche, Hamidi, Litim, Mellal, Mesmoudi, Motrani. D'autres joueurs vont suivre la même voie du CNRL après pour être libérés, ce qui portera un départ record de 18 joueurs. Ce nombre record de départs a obligé la direction à engager 15 joueurs pour la saison 2021-2022. Le reste des joueurs comme Mohamed Lagraâ ont prolongé leurs contrat.
Oussama Litim, après avoir résilié son contrat avec le MC Oran, s'est engagé pour deux ans avec le club saoudien Al-Ain FC qui évolue à la First Division League (Division 2). Quelques jours après, il a rompu son nouveau contrat sans avoir joué avec le club saoudien pour signer un nouveau contrat de deux ans avec le MC Alger.
| Nom                         | Nationalité | Poste             | Type de transfert      | Durée | Provenance/Destination | Division     | Réf.   |
| --------------------------- | ----------- | ----------------- | ---------------------- | ----- | ---------------------- | ------------ | ------ |
| Arrivées                    |             |                   |                        |       |                        |              |        |
| Bachir Della Krachai        | Algérie     | Gardien de but    | Transfert              |       | ASM Oran               | Ligue 2      |        |
| Kamel Soufi                 | Algérie     | Gardien de but    | Transfert              | 2 ans | WA Tlemcen             | Ligue 1 Pro. |        |
| Walid Allati                | Algérie     | Défenseur         | Transfert              | 2 ans | MC Alger               | Ligue 1 Pro. | [ 8 ]  |
| Sofiane Khadir              | Algérie     | Défenseur         | Transfert              |       | USM Bel Abbès          | Ligue 1 Pro. |        |
| Zakaria Khali               | Algérie     | Défenseur         | Transfert              | 2 ans | CR Belouizdad          | Ligue 1 Pro. |        |
| Yasser Belaribi             | Algérie     | Milieu de terrain | Transfert              | 2 ans | WA Tlemcen             | Ligue 1 Pro. |        |
| Aymen Chadli                | Algérie     | Milieu de terrain | Transfert              | 3 ans | RC Relizane            | Ligue 1 Pro. |        |
| Hichem Abdelkader Talha     | Algérie     | Milieu de terrain | Transfert              | 2 ans | MC Saïda               | Ligue 2      | [ 9 ]  |
| Mohamed El Amine Belmokhtar | Algérie     | Attaquant         | Transfert              |       | USM Bel Abbès          | Ligue 1 Pro. |        |
| Ameur Bouguettaya           | Algérie     | Attaquant         | Transfert              | 2 ans | ASO Chlef              | Ligue 1 Pro. |        |
| Marouane Dahar              | Algérie     | Attaquant         | Transfert              |       | AS Aïn M'lila          | Ligue 1 Pro. |        |
| Adil Djabout                | Algérie     | Attaquant         | Transfert              |       | AS Aïn M'lila          | Ligue 1 Pro. |        |
| Belkacem Yadaden            | Algérie     | Attaquant         | Transfert              | 2 ans | HB Chelghoum Laïd      | Ligue 2      | [ 9 ]  |
| Tony Abega                  | Cameroun    | Attaquant         | Transfert              |       | Sans club              | Sans club    | [ 10 ] |
| Départs                     |             |                   |                        |       |                        |              |        |
| Zakaria Khaldi              | Algérie     | Gardien de but    | Résiliation de contrat |       |                        |              |        |
| Oussama Litim               | Algérie     | Gardien de but    | Résiliation de contrat | 2 ans | MC Alger               | Ligue 1 Pro. | [ 7 ]  |
| Hichem Belkaroui            | Algérie     | Défenseur         | Résiliation de contrat | 2 ans | ES Sétif               | Ligue 1 Pro. | [ 11 ] |
| Mohamed Amine Ezzemani      | Algérie     | Défenseur         | Transfert              | 3 ans | MC Alger               | Ligue 1 Pro. |        |
| Senoussi Fourloul           | Algérie     | Défenseur         | Transfert              |       | ASO Chlef              | Ligue 1 Pro. |        |
| Kamel Hamidi                | Algérie     | Défenseur         | Résiliation de contrat | 2 ans | MC Alger               | Ligue 1 Pro. | [ 12 ] |
| Boualem Mesmoudi            | Algérie     | Défenseur         | Résiliation de contrat | 3 ans | ES Sahel               | Ligue 1 Pro. | [ 13 ] |
| Abdelkader Boutiche         | Algérie     | Milieu de terrain | Résiliation de contrat | 2 ans | ES Sétif               | Ligue 1 Pro. | [ 14 ] |
| Bachir Belloumi             | Algérie     | Milieu de terrain | Résiliation de contrat |       | GC Mascara             | Ligue 2      |        |
| Walid Derardja              | Algérie     | Milieu de terrain | Résiliation de contrat |       |                        |              |        |
| Benamar Mellal              | Algérie     | Milieu de terrain | Résiliation de contrat | 2 ans | JS Saoura              | Ligue 1 Pro. | [ 15 ] |
| Mahi Benhamou               | Algérie     | Attaquant         | Résiliation de contrat | 2 ans | CR Belouizdad          | Ligue 1 Pro. | [ 16 ] |
| Mohamed Bentiba             | Algérie     | Attaquant         | Résiliation de contrat |       |                        |              |        |
| Abdelhakim Berrezoug        | Algérie     | Attaquant         | Résiliation de contrat |       |                        |              |        |
| Boumediene Freifer          | Algérie     | Attaquant         | Résiliation de contrat | 2 ans | RC Arbaâ               | Ligue 2      |        |
| Zoubir Motrani              | Algérie     | Attaquant         | Résiliation de contrat | 2 ans | ES Sétif               | Ligue 1 Pro. | [ 14 ] |
| Hichem Nekkache             | Algérie     | Attaquant         | Résiliation de contrat |       | US Monastir            | Ligue 1 Pro. |        |

#### Période estivale des U19
| Nom                | Nationalité | Poste             | Type de transfert      | Durée | Provenance/Destination | Division     | Réf. |
| ------------------ | ----------- | ----------------- | ---------------------- | ----- | ---------------------- | ------------ | ---- |
| Arrivées           |             |                   |                        |       |                        |              |      |
| Karam Hamdad       | Algérie     | Gardien de but    | Transfert              |       | JS Kabylie             | Ligue 1 Pro. |      |
| Ilias Berrached    | Algérie     | Défenseur         | Transfert              |       | SKAF El Khemis         | Ligue 2      |      |
| Ramzi Tennah       | Algérie     | Milieu de terrain | Résiliation de contrat | 2 ans | MC Alger               | Ligue 1 Pro. |      |
| Départs            |             |                   |                        |       |                        |              |      |
| Imad Eddine Lahbib | Algérie     |                   | Transfert              | 2 ans | JS Kabylie             | Ligue 1 Pro. |      |

### Mercato d'hiver
| Nom                | Nationalité | Poste     | Type de transfert      | Durée | Provenance/Destination | Division | Réf. |
| ------------------ | ----------- | --------- | ---------------------- | ----- | ---------------------- | -------- | ---- |
| Départs            |             |           |                        |       |                        |          |      |
| Abdelkrim Benrabah | Algérie     | Attaquant | Résiliation de contrat | ...   | ...                    | ...      |      |
| Tony Abega         | Cameroun    | Attaquant | Résiliation de contrat | ...   | ...                    | ...      |      |

#### Période hivernale des U19
| Nom           | Nationalité | Poste     | Type de transfert | Durée | Provenance/Destination | Division     | Réf. |
| ------------- | ----------- | --------- | ----------------- | ----- | ---------------------- | ------------ | ---- |
| Départs       |             |           |                   |       |                        |              |      |
| Fares Belaïli | Algérie     | Attaquant | Transfert         | 3 ans | MC Alger               | Ligue 1 Pro. |      |

## Effectif professionnel (2021-2022)
Le premier tableau liste l'effectif professionnel du MCO pour la saison 2021-2022. Le second recense les prêts effectués par le club lors de cette même saison.

## Compétitions

### Championnat d'Algérie

#### Phase aller
| Date       | J. | Adversaire        | Lieu | Score | Buteurs du MCO                        | Buteurs de l'Adv.                        | Class. | Public    |
| ---------- | -- | ----------------- | ---- | ----- | ------------------------------------- | ---------------------------------------- | ------ | --------- |
| 22/10/2021 | 1  | CS Constantine    | Ext. | 0–1   | Yadaden 57e                           | —                                        | 5e     | Huis clos |
| 30/10/2021 | 2  | Paradou AC        | Dom. | 2–4   | Chadli 66e, Djabout 90+2e             | Benbouali 38e 73e, Bouzok 51e (pen.) 56e | 10e    | ~300      |
| 07/11/2021 | 3  | O Médéa           | Ext. | 1–0   | —                                     | Nehari 45e                               | 12e    |           |
| 19/11/2021 | 4  | ES Sétif          | Dom. | 0–0   | —                                     | —                                        | 12e    | ~300      |
| 25/11/2021 | 5  | NA Hussein Dey    | Ext. | 2–1   | Guenina 38e (pen.)                    | Nadji 27e 47e                            | 12e    | Huis clos |
| 04/12/2021 | 6  | RC Arbaâ          | Dom. | 1–1   | Djabout 84e                           | Kismoun 79e                              | 12e    | ~300      |
| 10/12/2021 | 7  | JS Saoura         | Ext. | 2–0   | —                                     | Lahmeri 55e, Bellatreche 86e             | 13e    |           |
| 17/12/2021 | 8  | US Biskra         | Dom. | 2–2   | Dahar 66e, Allati 69e                 | L. Khoualed 61e, Ounnas 90+3e            | 14e    | ~300      |
| 24/12/2021 | 9  | USM Alger         | Ext. | 0–0   | —                                     | —                                        | 15e    | Huis clos |
| 28/12/2021 | 10 | HB Chelghoum Laïd | Dom. | 2–2   | Bouguettaya 39e, Cheurfaoui 84e (csc) | Belaribi 70e, Khaldi 73e (pen.)          | 15e    | ~300      |
| 02/01/2022 | 11 | JS Kabylie        | Ext. | 1–0   | —                                     | Harrag 31e (pen.)                        | 15e    | Huis clos |
| 07/01/2022 | 12 | ASO Chlef         | Dom. | 1–0   | Guenina 56e (pen.)                    | —                                        | 13e    | ~300      |
| 15/01/2022 | 13 | RC Relizane       | Dom. | 1–1   | Guenina 23e                           | Balegh 33e                               | 14e    | ~300      |
| 21/01/2022 | 14 | CR Belouizdad     | Ext. | 3–0   | —                                     | Bourdim 30e, Dadache 71e, Khalfallah 88e | 16e    | Huis clos |
| 25/01/2022 | 15 | NC Magra          | Dom. | 2–1   | Guenina 14e (pen.), Belaribi 87e      | Baghdaoui 53e                            | 11e    | ~300      |
| 29/01/2022 | 16 | WA Tlemcen        | Ext. | 1–0   | —                                     | Benamraoui 60e                           | 13e    | Huis clos |
| 05/02/2022 | 17 | MC Alger          | Dom. | 1–0   | Djabout 79e (pen.)                    | —                                        | 13e    | Huis clos |

#### Phase retour
| Date       | J. | Adversaire        | Lieu | Score | Buteurs du MCO                                           | Buteurs de l'Adv.               | Class. | Public    |
| ---------- | -- | ----------------- | ---- | ----- | -------------------------------------------------------- | ------------------------------- | ------ | --------- |
| 25/02/2022 | 18 | CS Constantine    | Dom. | 2–1   | Belmokhtar 2e, Djabout 10e (pen.)                        | Koukpo 52e                      | 12e    | ~200      |
| 01/03/2022 | 19 | Paradou AC        | Ext. | 0–0   | —                                                        | —                               | 12e    | Huis clos |
| 05/03/2022 | 20 | O Médéa           | Dom. | 0–1   | —                                                        | Gagaâ 21e (pen.)                | 13e    | ~200      |
| 11/03/2022 | 21 | ES Sétif          | Ext. | 0–1   | Djabout 75e                                              | —                               | 12e    | Huis clos |
| 18/03/2022 | 22 | NA Hussein Dey    | Dom. | 0–0   | —                                                        | —                               | 11e    | ~200      |
| 26/03/2022 | 23 | RC Arbaâ          | Ext. | 1–1   | Djabout 25e (pen.)                                       | Boubakour 54e                   | 12e    | Huis clos |
| 31/03/2022 | 24 | JS Saoura         | Dom. | 2–1   | Chaouti 11e, Siam 19e                                    | Saâd 29e                        | 12e    | 13 000    |
| 12/04/2022 | 25 | US Biskra         | Ext. | 2–2   | Guenina 53e, Benamar 90+5e                               | Lakhdari 29e, N. Khoualed 90+4e | 12e    | ~1 000    |
| 17/04/2022 | 26 | USM Alger         | Dom. | 2–1   | Djabout 20e, Chadli 77e                                  | Othmani 49e                     | 11e    | 25 000    |
| 23/04/2022 | 27 | HB Chelghoum Laïd | Ext. | 0–0   | —                                                        | —                               | 11e    | 1 500     |
| 29/04/2022 | 28 | JS Kabylie        | Dom. | 0–0   | —                                                        | —                               | 12e    | 25 000    |
| 07/05/2022 | 29 | ASO Chlef         | Ext. | 1–1   | Dahar 83e (pen.)                                         | Souibaâh 8e                     | 11e    | 15 000    |
| 13/05/2022 | 30 | RC Relizane       | Ext. | 0–2   | Guenina 15e (pen.) 16e                                   | —                               | 11e    | 3 000     |
| 22/05/2022 | 31 | CR Belouizdad     | Dom. | 0–0   | —                                                        | —                               | 11e    | 15 000    |
| 27/05/2022 | 32 | NC Magra          | Ext. | 0–0   | —                                                        | —                               | 11e    | 3 000     |
| 05/06/2022 | 33 | WA Tlemcen        | Dom. | 5–0   | Siam 4e, Guenina 12e (pen.), Belaribi 24e, Dahar 70e 83e | —                               | 11e    | 11 000    |
| 10/06/2022 | 34 | MC Alger          | Ext. | 0–0   | —                                                        | —                               | 11e    | Huis clos |

#### Classement
| Rang | Équipe              | Pts | J  | G  | N  | P  | Bp | Bc | Diff |
| ---- | ------------------- | --- | -- | -- | -- | -- | -- | -- | ---- |
| 9    | ASO Chlef           | 50  | 34 | 13 | 11 | 10 | 38 | 31 | +7   |
| 10   | US Biskra           | 50  | 34 | 13 | 11 | 10 | 36 | 32 | +4   |
| 11   | MC Oran             | 46  | 34 | 10 | 16 | 8  | 32 | 29 | +3   |
| 12   | HB Chelghoum Laïd P | 45  | 34 | 11 | 12 | 11 | 40 | 41 | −1   |
| 13   | NC Magra            | 45  | 34 | 13 | 6  | 15 | 31 | 36 | −5   |

### Coupe d'Algérie
La Coupe d'Algérie de football 2021-2022 est annulée pour la deuxième saison consécutive.

## Statistiques
Statistiques de la saison des joueurs du Mouloudia Club Oranais :

### Buteurs
Mise à jour le 5 juin 2022.
| Rang                | Joueur                               | Ligue 1 |
| ------------------- | ------------------------------------ | ------- |
| 1                   | Yacine Guenina                       | 8       |
| 2                   | Adil Djabout                         | 7       |
| 3                   | Marouane Dahar                       | 4       |
| 4                   | Yasser Belaribi                      | 2       |
| 4                   | Aymen Chadli                         | 2       |
| 4                   | Chérif Siam                          | 2       |
| 7                   | Walid Allati                         | 1       |
| 7                   | Mohamed El Amine Belmokhtar          | 1       |
| 7                   | Ameur Bouguettaya                    | 1       |
| 7                   | Benali Benamar                       | 1       |
| 7                   | Bassam Chaouti                       | 1       |
| 7                   | Belkacem Yadaden                     | 1       |
| But contre son camp | Tarek Cheurfaoui (HB Chelghoum Laïd) | 1       |

### Passeurs Décisifs
Mise à jour le 1er juin 2022.
| Rang | Joueur             | Ligue 1 |
| ---- | ------------------ | ------- |
| 1    | Yacine Guenina     | 3       |
| 2    | Walid Allati       | 1       |
| 2    | Abdessamad Bounoua | 1       |
| 2    | Aymen Chadli       | 1       |
| 2    | Youcef Guertil     | 1       |
| 2    | Adel Khettab       | 1       |